# Sturm–Liouvilles problem
Sturm–Liouvilles problem är det generella problemet att lösa en given linjär differentialekvation av grad 2n (där n är ett heltal), i kombination med 2n Randvillkor. Även benämnt Egenvärdesproblem.
Sturm–Liouvilles ekvation är en ordinär differentialekvation av andra graden:
{\displaystyle {d \over dx}\left(p(x){dy \over dx}\right)+(\lambda w(x)-q(x))y=0}
Där λ är en (okänd) konstant, och p(x), q(x) och w(x) är kända funktioner, där w(x) kallas antingen densitetsfunktionen eller viktningsfunktionen. Ekvationen har vanligen flera lösningar (som fås med lämpliga randvillkor), beroende på λ. Konstanterna λ kallas egenvärden, och de motsvarande lösningarna uλ(x) egenfunktioner. I de fall randvillkoren och w ,p och q uppfyller vissa krav så har också lösningarna till ekvationen viktiga matematiska egenskaper.

## Härledning
Ekvationen uppkommer genom omskrivning av en allmän linjär andra ordningens homogen ordinär differentialekvation till självadjungerad form. En allmän andra ordningens linjär differentialoperator L kan skrivas
{\displaystyle L(y)(x)=a(x)y''(x)+b(x)y'(x)+c(x)y(x)}
där y är den funktion som operatorn verkar på, x är den oberoende variabeln, samt a, b och c är tre godtyckliga funktioner av x som utgör operatorns koefficienter. I litteraturen används ofta det förkortade skrivsättet {\displaystyle Ly=a(x)y''+b(x)y'+c(x)y}, där man undertryckt att L formellt sett är en högre ordningens funktion som verkar på den obekanta funktionen y samt att y i sin tur har x som oberoende variabel, men det är huvudsakligen av tradition.
Den ekvation som omskrivs är konkret ekvationen att y är en egenfunktion till L, det vill säga att
{\displaystyle L(y)(x)=\lambda y(x)} för alla x
för någon konstant λ. Omskrivningen består i huvudsak av att man slår ihop {\displaystyle y''}- och {\displaystyle y'}-termerna genom att multiplicera med en integrerande faktor, på samma sätt som vid lösning av linjära differentialekvationer av första ordningen. Låt {\displaystyle w(x)} vara en funktion sådan att {\displaystyle {\frac {d}{dx}}{\bigl (}a(x)w(x){\bigr )}=b(x)w(x)}, alltså en integrerande faktor; då är
{\displaystyle {\frac {1}{w(x)}}{\frac {d}{dx}}{\bigl (}a(x)w(x)y'(x){\bigr )}=a(x)y''(x)+b(x)y'(x)}
och {\displaystyle L(y)(x)=\lambda y(x)} blir alltså ekvivalent med
{\displaystyle {\frac {d}{dx}}{\bigl (}a(x)w(x)y'(x){\bigr )}+c(x)w(x)y(x)=\lambda w(x)y(x)}
Här kan man lätt identifiera att {\displaystyle p(x)=-a(x)w(x)} och {\displaystyle q(x)=c(x)w(x)}.
Termen självadjungerad form kommer sig av att operatorn L visar sig vara självadjungerad som operator på ett inre produktrum av funktioner om den inre produkten är viktad med funktionen w; beviset av detta består i huvudsak av två steg partiell integration, vilket kan utföras helt generellt tack vare operatorns form. Argumentet förutsätter dock att funktionerna ifråga också uppfyller lämpliga randvillkor.

## Exempel
En form av Sturm–Liouvilles ekvation som ofta förekommer är:
{\displaystyle {\partial ^{2} \over \partial x^{2}}\phi (x)+\lambda \phi (x)=0,}
med randvillkoren {\displaystyle \phi (0)=\phi (L)=0}. Den uppkommer bland annat när man löser vågekvationen – till exempel när man vill se hur en vanlig sträng beter sig när den satts i svängning – och uppkommer också i kvantmekaniken ("partikel i låda"), och har lösningarna (innan randvillkoren applicerats):
{\displaystyle \phi _{\lambda }(x)=A_{\lambda }\sin({\sqrt {\lambda }}x)+B_{\lambda }\cos({\sqrt {\lambda }}x).}
Randvillkoren tillsammans med lösningen ovan leder till de ytterligare villkoren {\displaystyle {\sqrt {\lambda }}={\frac {\pi n}{L}}\quad } för något heltal n, och Bλ=0. Konstanten Aλ måste sedan bestämmas på annat sätt.

## Externa artiklar
- Artikel på Answers.com